# Chorol
Chorol (in ucraino e in russo Хорол?) è una città dell'Ucraina (12 540 abitanti) situata nel distretto di Lubny, nell'oblast' di Poltava. Ospita l'amministrazione della comunità territoriale di Chorol, una delle comunità territoriali dell'Ucraina.
Fino al 18 luglio 2020 Chorol è stata il centro amministrativo del distretto di Chorol, abolito come parte della riforma amministrativa dell'Ucraina, che ha ridotto a quattro il numero dei distretti dell'oblast' di Poltava. L'area del distretto di Chorol è stata trasferita al distretto di Lubny.
Chorol fu fondata nel 1083 sulle rive del fiume Chorol.